# Du Guesclin (film)
Pour les articles homonymes, voir Du Guesclin.
Pour plus de détails, voir Fiche technique et Distribution.
Du Guesclin est un film français réalisé par Bernard de Latour, sorti en 1949.

## Synopsis
Toute la vie de Bertrand du Guesclin, de son enfance turbulente, à sa mort dans la bataille, à travers les combats contre les Anglais et les Navarrais qui lui donnèrent droit au titre glorieux de connétable de France.

## Fiche technique
- Titre : Du Guesclin
- Réalisation : Bernard de Latour
- Supervision : Pierre Billon

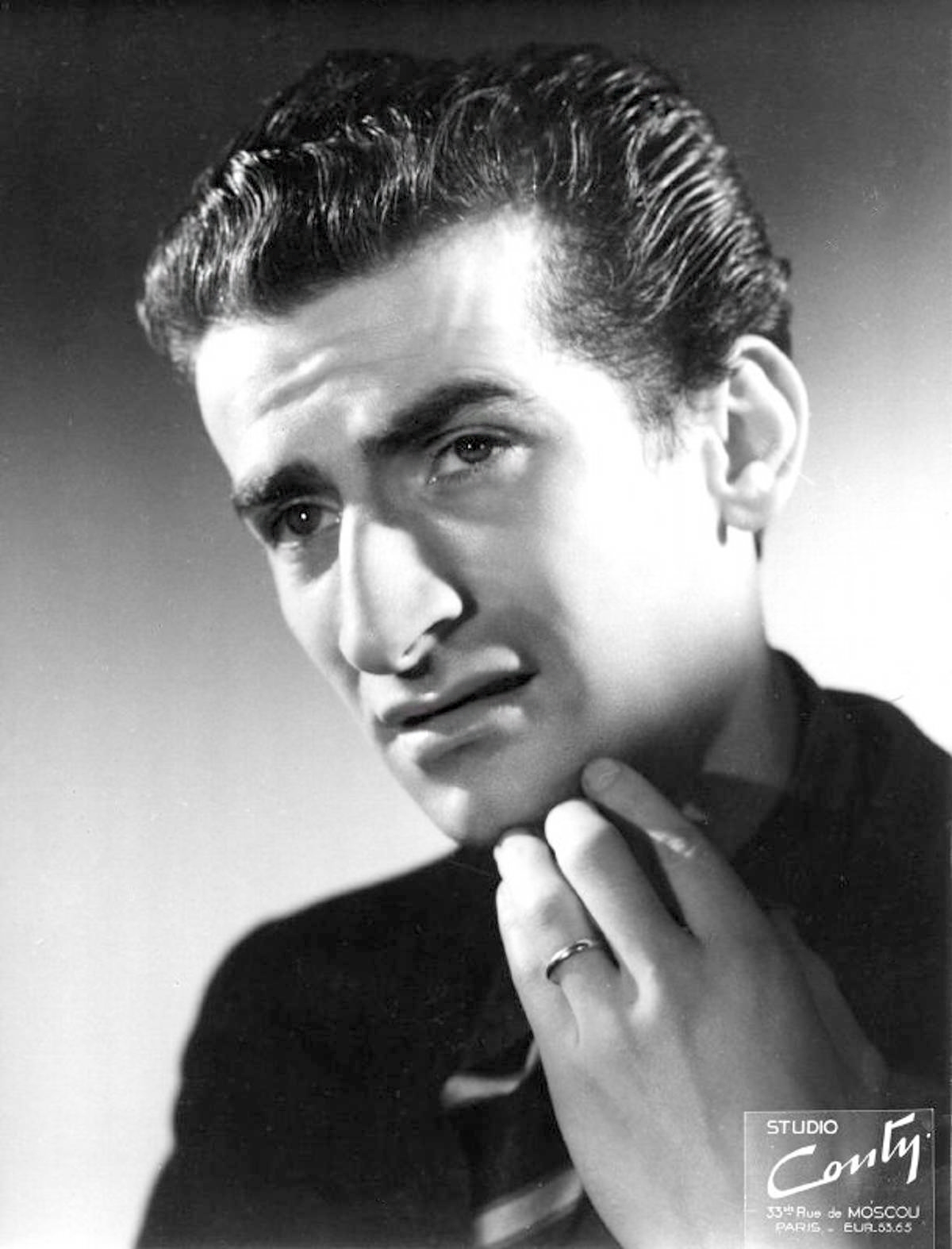
Jeune débutant, Louis de Funès joue ses premiers rôles.

- Scénario, adaptation et dialogues : Roger Vercel et Bernard de Latour d'après le roman Du Guesclin de Roger Vercel
- Assistants réalisateur : Maurice Griffe, Carlos Vilardebo, Édouard Molinaro
- Images : Nicolas Toporkoff
- Musique : Maurice Thiriet
- Orchestre et chœurs de Marien Souchal, sous la direction de Van Hoorebecke
- Décors : Jacques Krauss
- Son : Jean Bertrand
- Montage : Maurice Serein
- Scripte : Francine Corteggiani
- Costumes : Jean Zay et Olga Potrowsky, d'après les maquettes de Jean Janin
- Production : André Paulvé
- Société de production : Les Films du Verseau
- Pays d'origine:  France
- Format : Noir et blanc - 35 mm - 1,37:1 - Mono
- Tournage : du 7 juin au 3 novembre 1948 - Franstudio, Studios de Saint-Maurice ; château de Dinan
- Genre : drame historique
- Durée : 100 minutes
- Date de sortie : France, 3 juin 1949

## Distribution
- Fernand Gravey : Bertrand Du Guesclin, un petit noble breton qui deviendra grand connétable de France
- Junie Astor : Tiphaine Raguenel, celle qui épousera Du Guesclin
- Ketti Gallian : Jeanne de Mallemains
- Noël Roquevert : Jagu, le fidèle compagnon d'armes de Bertrand
- Gérard Oury : le dauphin, puis le roi Charles V de France
- Gisèle Casadesus : Jeanne, comtesse de Penthièvre
- Louis de Funès : l'astrologue, un personnage de la cour, un mendiant, Aymerigot Marchès...
- Suzanne Nivette : sœur Anne-Marie, la religieuse qui prédit un avenir glorieux à Bertrand
- Paulette Noizeux : une religieuse
- Charlotte Ecard : la nourrice
- Howard Vernon : Lancaster, le chef des armées d'occupation anglaises
- Michel Salina : Canterbury
- Jacques Mercier : Bertrand du Guesclin enfant
- Marcel Delaitre : Jean Chandos
- Léon Bary : Charles de Blois
- René Stern : le chapelain
- Paul Amiot : le duc d'Anjou
- François Richard : le héraut
- Alfred Baillou : le bouffon
- Robert Moor : le mage
- Raymond Jan : un soldat
- Roger Vincent : un seigneur
- Jacques Hubert : un jeune paysan
- Yves Marin  : un jeune paysan
- Guy Latour
- François Vauclin
- Dorette Ardenne
- André Marnay
- Maurice Maillot
- Jacques Henley
- Marcel Rouzé
- Maurice Dorléac
- Charles Camus
- Anthony Carretier
- Franck Maurice
- André Wasley
- Lucien Desagneaux
- Robert Le Béal
- Sarlande
- André Stume
- Charles Le Lorrain
- Jean-Jacques Domenge
- André Reybaz
- Eugène Compain

## Autour du film
Le film a été tourné dans les Côtes-d'Armor, à Dinan

## DVD
- Sortie en mars 2008 (Warner Home Video)

Supplément : Notes de production - Du Guesclin raconté par Philippe d'Hugues (historien du cinéma)